# 人皮装丁本
人皮装丁本（にんぴそうていほん、英: Anthropodermic bibliopegy）は、人間の皮膚を材料にして装幀（装丁）が施された本。現代ではほとんど行われないが、この製本技術は少なくとも17世紀頃には確立していた。

## 概要
本の表紙である装幀は、一般に紙や布、または動物の皮が使われる。しかし中には特殊なものもあり、宝石を散りばめた豪華なもの(en)や、反対に樹皮や爬虫類の皮またはタケノコの皮（稈鞘）やミノムシの巣などの例もある。この後者の一風変わった装幀を施した本を「下手装本」（げてそうほん）とも呼ぶが、人の皮を使う人皮装丁本はその最たるものである。
現代に伝わる人皮装丁本の例では、解剖された死体の皮膚で作られた解剖学テキスト、遺言に基づき故人の皮膚から作られた一種の遺産、レッド・バーン殺人事件(赤い納屋の殺人事件) の例が示すように有罪判決を受けた殺人者の皮膚を裁判記録の写しを綴じるために用いた例などがある。

## 調査方法
人間の皮かどうかは、毛包による識別が行われていたが、革を処理する過程で変化してしまうため難しかった。DNAは、時間経過で劣化し、触った人間によって汚染もされているため難しかった。
近代的な方法として、ペプチドマスフィンガープリンティング、マトリックス支援レーザー脱離イオン化法などによる判断が行われている。

## 蔵書
アメリカ合衆国のアイビー・リーグ大学は1冊以上の人皮装丁本を所蔵している。ハーバード大学のランデル法律図書館(Langdell Law Library)は貴重な本を蔵書しており、スペインの法律に関する論文を記した人皮装丁本『Practicarum quaestionum circa leges regias Hispaniae』は稀覯本の典型で、この本の後付には以下の言葉が記されている。
ワブマ族とは現在のジンバブエにいたアフリカの部族だと思われる。
しかし、その後の調査によると表紙は羊革であり膠は牛と豚のものであると判明した。
ブラウン大学のジョン・ヘイ記念図書館の特別蔵書には、3冊の人皮装丁本がある。この中にはアンドレアス・ヴェサリウスが著した『De humani corporis fabrica』（人体の構造）の珍しい写本がある。
テンプル大学にはチャールズ・ブロクソンのアフロ・アメリカンコレクションがあり、この中にはデール・カーネギー著の『知られざるリンカーン（Lincoln the Unknown）』(en)の装丁にアフリカ系アメリカ人の人皮が使われているものがある。
韓国のソウル大学附属図書館も17世紀の人皮装丁本を所蔵している。

## 伝わる人皮装丁本の例
フランスの詩人・天文学者カミーユ・フラマリオン著の詩集『空の中の地』 (Les Terres du Ciel) に人皮装丁が施された一冊がある。これは彼の詩を好んだ貴婦人（サン・トウジ伯爵夫人とも言われる）が若くして亡くなった際、残した遺言に従って1882年に製作されたものであり、彼女の肩の皮膚が使われた表紙には金文字でその旨が記されている。この本はフラマリオンが蔵していたが、現在ではアメリカに渡っている。
藤田嗣治も人皮装丁本を所蔵していたという。南米エクアドルを訪問した際に大統領の子息から譲り受けたもので、1711年にスペインのマドリードで出版された宗教の本だった。
ナチス・ドイツ、ブーヘンヴァルト強制収容所所長夫人のイルゼ・コッホは、収容者を殺害しては皮膚を手に入れ、色々な品物を作ったという。その中にはアドルフ・ヒトラーの『我が闘争』や家族のアルバムや日記など本の装丁もあった。
レッド・バーン殺人事件の犯人とされる人物の皮は、外科医 George Creed によってなめされ、殺人事件の裁判記録にするために使用された。

## 備考
- 装丁という形式ではないが、人皮を材料とした書物に関しては仏教にも見られ、『太政官奏』（722年成立）の記述によれば、平城京において、女性が皮膚を剥がして、それに写経をするといった過激な修行があったとされる[8]。
- 古いインドの仏教では肘の皮を剥いでそれに写経をした[9]。この「肘の皮に写経」という表現は、『続日本紀』養老元年（717年）4月23日条にもみられ、古代における仏教文化圏では人皮に文字を書いていたことがわかる。